# Torf (Gemeinde Glödnitz)
Torf ist eine Ortschaft in der Gemeinde Glödnitz im Bezirk St. Veit an der Glan in Kärnten. Die Ortschaft hat 23 Einwohner (Stand 1. Jänner 2024).

## Lage
Torf liegt in der Katastralgemeinde Glödnitz, in Hanglage unweit der L63 Flattnitzer Straße, etwa 5 km nördlich des Gemeindehauptorts Glödnitz.
Zur Ortschaft gehören die Granighube (Kranichhube, Nr. 2; die ehemals benachbarten Höfe trugen die Vulgonamen Strauss und Koppitsch), Rossmannhube (Nr. 4), Dolzer und einige neuere Einfamilienhäuser ohne Vulgonamen.

## Geschichte
Bei Gründung der Ortsgemeinden Mitte des 19. Jahrhunderts kam Torf an die Gemeinde Glödnitz. Bei der Kärntner Gemeindestrukturreform von 1973 kam der der Ort an die damals neu errichtete Gemeinde Weitensfeld-Flattnitz, seit deren Auflösung 1991 gehört die Ortschaft wieder zur Gemeinde Glödnitz.

## Bevölkerungsentwicklung
Für die Ortschaft ermittelte man folgende Einwohnerzahlen:
- 1869: 6 Häuser, 57 Einwohner[2]
- 1880: 6 Häuser, 47 Einwohner[3]
- 1890: 7 Häuser, 50 Einwohner[4]
- 1900: 7 Häuser, 41 Einwohner[5]
- 1910: 8 Häuser, 41 Einwohner[6]
- 1923: 8 Häuser, 55 Einwohner[7]
- 1934: 40 Einwohner[8]
- 1961: 4 Häuser, 27 Einwohner[9]
- 2001: 6 Gebäude (davon 4 mit Hauptwohnsitz) mit 8 Wohnungen; 22 Einwohner und 0 Nebenwohnsitzfälle; 6 Haushalte; 0 Arbeitsstätten, 5 land- und forstwirtschaftliche Betriebe[10]
- 2011: 8 Gebäude, 20 Einwohner, 9 Haushalte, 0 Arbeitsstätten[11]
- 2021: 10 Gebäude, 21 Einwohner, 10 Haushalte, 2 Arbeitsstätten[12]